# 뷰티 앤 더 비스트
《뷰티 앤 더 비스트》는 대한민국의 SBS TV에서 방송되었던 예능 프로그램이다.

## 기획 의도
코로나로 힘든 상황에서 인격적인 교감과 위로를 나누는 스타 연예인과 반려동물의 드라마. 미녀를 만난 야수처럼, 야수를 만난 미녀에게 찾아온 삶의 변화에 대한 이야기다.

## 방송 일정
| 방송 채널 | 방송 기간                         | 방송 시간                      | 비고        |
| --------- | --------------------------------- | ------------------------------ | ----------- |
| SBS TV    | 2021년 3월 21일 ~ 2021년 3월 28일 | 매주 일요일 밤 11시 5분 ~ 12시 | 파일럿 편성 |

## 출연진
- 이초희
- 김혜윤
- 황광희
- 박수홍
- 승희
- 이영진
- 이엘